# Chouette dans un intérieur
Chouette dans un intérieur est un tableau réalisé par le peintre espagnol Pablo Picasso le 7 décembre 1946. Cette huile sur contreplaqué représente une chouette dans un intérieur. Elle est aujourd'hui conservée au musée Picasso, à Paris.